# Filadelfia (Egitto)
Filadelfia è stata un'antica città dell'Egitto tolemaico.
La città fu fondata da Tolomeo II Filadelfo intorno alla metà del III secolo a.C. nel sito oggi detto Darb Gerze, nel nord-est del Fayyum, oggi in pieno deserto.
Gli scavi iniziati nel 1908 hanno mostrato che la città aveva un reticolato regolare di strade ortogonali, larghe tra 5 e 10 m, orientate verso i punti cardinali, che dividevano il tessuto urbano in insulae rettangolari, costituite ciascuna da venti case di abitazione. è stato scavato anche un tempio.
Gli scavi hanno permesso il recupero di molti oggetti di uso quotidiano e di numerosi papiri. Particolarmente importante è stato il ritrovamento dell'archivio di Zenone, amministratore del dieceta di Tolomeo II Filadelfo, Apollonio.